# Gmina Austintown
Gmina Austintown (ang. Austintown Township) – gmina w Stanach Zjednoczonych, w stanie Ohio, w hrabstwie Mahoning. W 2020 roku liczyła 36 049 mieszkańców.